# Loeseneriella apocynoides
Loeseneriella apocynoides là một loài thực vật có hoa trong họ Dây gối. Loài này được (Welw. ex Oliv.) N.Hallé ex J.Raynal mô tả khoa học đầu tiên.